# شهرستان ال دهر
شهرستان ال دهر یک منطقهٔ مسکونی در سومالی است که در جلجدود واقع شده‌است.